# Большая Алексеевка (Тамбовская область)
Большая Алексеевка — село в Петровском районе Тамбовской области России. Входит в Кочетовский сельсовет.

## География
Расположено на речке Самовец, в 30 км по автодорогам к западу от райцентра, села Петровское, у границы с Липецкой областью. Расстояние по автодорогам до центра сельсовета, села Кочетовка, составляет 9 км на юго-восток, чуть больше — до железнодорожной станции Песковатка.
Климат
умеренно-континентальный с довольно теплым летом и умеренно-холодной зимой. Средняя годовая температура воздуха +4, +5 градусов. Средняя температура воздуха в июле +20 градусов, средняя температура января — 10,5 градусов. Среднегодовое количество осадков колеблется от 450 до 500 миллиметров в год.

## История
Село основано не позднее 1780 года. Обозначено на топографической карте 1787 года и в документах VI ревизии 1811 года как село Малый Самовец, Алексеевка тож. По этой ревизии село принадлежало трём семьям мелких помещиков, имевшим 90 ревизских душ крепостных крестьян, в том числе Вельяминовым и Болотовым.
В 1835 году построена каменная Знаменская церковь.
В 1862 году в казённом и владельческом селе Алексеевка (Малый Самовец) 2-го стана Липецкого уезда Тамбовской губернии было 146 дворов, 580 мужчин и 569 женщин, церковь и конный завод.
По данным начала 1883 года в селе, относившемся к Грязинской волости Липецкого уезда, проживало 874 бывших государственных крестьянина в 133 домохозяйствах, а также 21 полный собственник в 4 домохозяйствах, всего 895 человек (438 мужчин и 457 женщин). К этому времени из села выделилось 5 деревень бывших помещичьих крестьян (в дальнейшем известны как Черновская, Сабо, Потуловская, Гришинская и Барсуковская). К селу относилось 1528,9 десятин удобной надельной земли и 60,7 — неудобной; имелось 256 лошадей, 217 голов КРС, 1434 овцы и 131 свинья. 6 хозяйств держали пчёл. Имелось 2 промышленных заведения и 3 трактира и питейных дома. Было 15 грамотных и 20 учащихся, все — мужского пола.
По сведениям 1888 года к селу также относилось имение мещанина С. А. Волкова с экономической запашкой, занимавшее 52,87 десятины земли (большей частью пахотной), а также шесть крупных имений (три из которых принадлежали дворянам Черновым, одно — наследникам М. И. Матвеевского, одно — дворянину Н. В. Гришину и одно — крестьянину И. К. Митину), сдаваемых в аренду. Они занимали 1028,18 десятин земли, почти вся — пахотная.
По переписи 1897 года — 981 житель (482 мужчины, 499 женщин), все православные.
В 1911 году в селе (без деревень) было 148 дворов великороссов-земледельцев, проживало 1243 человека (619 мужчин и 624 женщины). Имелись церковно-приходская и земская школы, фельдшерский пункт. В штате церкви состоял священник, дьякон и псаломщик, ей принадлежало 66 десятин полевой земли.
В 1926 году в селе Большая Алексеевка (Малый Самовец) Бутырской волости Липецкого уезда — 251 двор русских, 1440 жителей (685 мужчин, 755 женщин).
До войны в селе, вероятно, включившем в себя вышеупомянутые деревни, насчитывалось 442 двора, оно не позднее чем до 1956 года было центром Больше-Алексеевского сельсовета Избердеевского района Тамбовской области.
По сведениям карты 1989 года в селе Большая Алексеевка около 270 жителей, имелась молочно-товарная ферма.

## Население
| 2002 | 2010 |
| ---- | ---- |
| 192  | ↘144 |

В 2002 году население села составляло 192 жителя, 95 % — русские.
В 2010 году — 144 жителя (72 мужчины, 72 женщины).

## Инфраструктура
В селе единственная улица — Колхозная. Имеются почтовое отделение, сельский клуб, фельдшерско-акушерский пункт, кладбище. Недавно была закрыта начальная школа, до 2000-х годов бывшая основной.